# Mygalomorphae
Mygalomorphae ili migalomorfi su infrared pauka. Ime je izvedeno iz grčke reči mugalē, sa značenjem „goropadnica”, plus morphē sa značenjem forma ili oblik. Starije ime grupe je Orthognatha. Ono je izvededno iz ojentacije zubaca koji su usmere pravo na dole i međusobno se ne ukršataju (kao što je to slučaj kod araneomorfa).

## Porodice
| Rod   | 1   | ≥2  | ≥10  | ≥100  |
| Vrsta | 1–9 | ≥10 | ≥100 | ≥1000 |

| Porodica         | Rod | Vrsta | Uobičajeno ime                               | Primer                                                  |
| ---------------- | --- | ----- | -------------------------------------------- | ------------------------------------------------------- |
| Atypoidea:       |     |       |                                              |                                                         |
| Antrodiaetidae   | 4   | 37    | folding trapdoor spiders                     | Atypoides riversi                                       |
| Atypidae         | 3   | 54    | atypical tarantulas or purseweb spiders      | Sphodros rufipes (red legged purseweb spider)           |
| Hexurellidae     | 1   | 4     |                                              | Hexurella pinea                                         |
| Mecicobothriidae | 1   | 2     | dwarf tarantulas or sheet funnel-web spiders | Mecicobothrium thorelli                                 |
| Megahexuridae    | 1   | 1     |                                              | Megahexura fulva                                        |
| Avicularioidea:  |     |       |                                              |                                                         |
| Actinopodidae    | 3   | 73    |                                              | Missulena bradleyi (Eastern mouse spider)               |
| Anamidae         | 9   | 85    |                                              | Aname atra                                              |
| Atracidae        | 3   | 35    | Australian funnel-web spiders                | Atrax robustus (Sydney funnel-web spider)               |
| Barychelidae     | 42  | 294   | Brushed trapdoor spiders                     | Sason sundaicum                                         |
| Bemmeridae       | 2   | 35    |                                              | Spiroctenus personatus                                  |
| Ctenizidae       | 2   | 5     | cork-lid trapdoor spiders                    | Cteniza sauvagesi                                       |
| Cyrtaucheniidae  | 8   | 107   | wafer trapdoor spiders                       | Fufius lucasae                                          |
| Dipluridae       | 8   | 93    | Curtain-web spiders                          | Diplura lineata                                         |
| Entypesidae      | 3   | 37    |                                              | Entypesa andohahela                                     |
| Euagridae        | 12  | 81    |                                              | Euagrus formosanus                                      |
| Euctenizidae     | 7   | 76    |                                              | Aptostichus simus                                       |
| Halonoproctidae  | 6   | 93    |                                              | Bothriocyrtum californicum (California trapdoor spider) |
| Hexathelidae     | 7   | 45    | (Australian) funnel-web spiders              | Hexathele hochstetteri                                  |
| Idiopidae        | 22  | 407   | armored trapdoor spiders                     | Idiosoma nigrum (black rugose trapdoor spider)          |
| Ischnothelidae   | 5   | 26    |                                              | Ischnothele caudata                                     |
| Macrothelidae    | 1   | 35    |                                              | Macrothele calpeiana (Spanish funnel-web spider)        |
| Microhexuridae   | 1   | 2     |                                              | Microhexura montivaga (Spruce-fir moss spider)          |
| Microstigmatidae | 12  | 41    |                                              | Envia garciai                                           |
| Migidae          | 11  | 102   | tree trapdoor spiders                        | Calathotarsus simoni                                    |
| Nemesiidae       | 24  | 195   |                                              | Amblyocarenum nuragicus                                 |
| Paratropididae   | 5   | 17    | baldlegged spiders                           | Paratropis tuxtlensis                                   |
| Porrhothelidae   | 1   | 5     |                                              | Porrhothele antipodiana (black tunnelweb spider)        |
| Pycnothelidae    | 6   | 81    |                                              | Stanwellia hoggi                                        |
| Stasimopidae     | 1   | 47    |                                              | Stasimopus mandelai                                     |
| Theraphosidae    | 147 | 991   | tarantulas                                   | Theraphosa blondi (Goliath birdeater)                   |

## Literatura
- Raven, R.J. (1985). The spider infraorder Mygalomorphae: Cladistics and systematics. Bull. Am. Mus. Nat. Hist. 182:1-180.
- Goloboff, P.A. (1993). A Reanalysis of Mygalomorphae Spider Families (Araenae). American Museum Novitates 3056. PDF Архивирано на веб-сајту  (25. октобар 2007)